# تحصیلدار

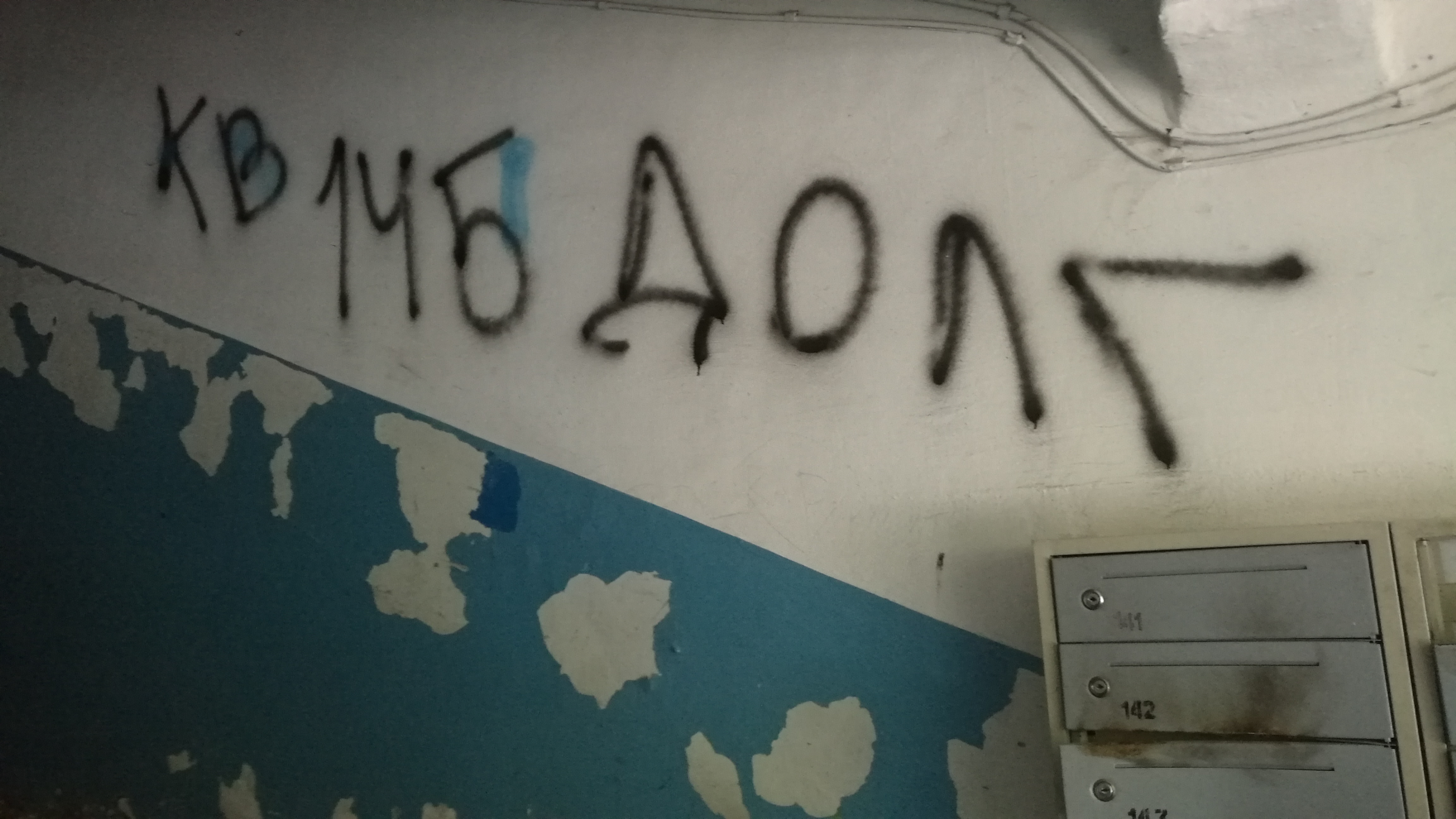
تحصیلدار

تحصیلدار مأموری است که وظیفه دارد وجوه مورد طلب افراد حقیقی و حقوقی را از بدهکاران دریافت و به دست طلبکار برساند.
دهخدا او را از زبان ناظم الاطباء «نوکر» مخصوص ادارهٔ مالیه یا جمع‌کنندهٔ مالیات می‌نامد. این لغت در دوران مشروطه به زبان فارسی وارد شده ولی پیشینهٔ تاریخی آن با نام‌های دیگر بسیار گسترده‌تر است.

در بیشتر کشورها تحصیلدارهای دولتی (اداره‌های مالیات، بیمه‌های دولتی و…) و خصوصی (موسسه‌های بازرگانی، تولیدی، بیمه‌ها و…) فعال هستند. امانت‌داری، مسلط بودن نسبی به دانش علوم بانکی، قضایی، اقتصاد و امثالهم شرایط مهم فعالیت در این بخش محسوب می‌شوند. تحصیلدارهای دولتی در مرحلهٔ آخر تحصیلداری و با داشتن حکم دادگاه، با نامی معادل «مأمور اجراء» (در فارسی: دادورز) شناخته می‌شوند. این مأموران در بسیاری کشورها از حمایت قانونی بسیار گسترده‌ای برخوردارند، تا جایی که مجازند درب خانه‌ای را شکسته و جهت ضبط اموال وارد خانه شوند.
زدن مهرهای سندهای حسابداری نیز از وظایف تحصیلدار می‌باشد.

## افزار و روش تحصیلداری
تحصیلدارها امورات اداری و اجرایی کار خود را از طریق مکاتبه یا حضوری انجام می‌دهند. مأمور تحصیلدار از قبل، مورد دعاوی را اعلام داشته و زمانی قانونی برای اجراء تعیین می‌کند. در صورت سپری شدن این ضرب‌الاجل (مطابق قوانین رایج)، مأمور تحصیلدار به بدهکار رجوع کرده طلب مورد نظر را با کمک افزار مجاز (پلیس، مأمور دادگاه، مأموران خصوصی) دریافت می‌کند.

## سازمان‌های تحصیلداری
گذشته از بخش دولتی، در برخی کشورها این شغل به صورت بسیار گسترده‌ای در بخش خصوصی نیز رایج بوده و سازمان‌ها و موسسه‌های تحصیلداری تک نفره تا چند هزار نفره در این بخش فعالیت می‌کنند.